# Platylabops pecki
Platylabops pecki là một loài tò vò trong họ Ichneumonidae.